# Тормозные нормативы
Тормозные нормативы — совокупность требований к обеспечению подвижного состава единым наименьшим тормозным нажатием на 100 тонн массы поезда (или состава), при выполнении которых поезда могут двигаться с установленными скоростями.
Тормозные нормативы определяют уклоны максимальных спусков, на которых допускается движение поездов с указанными скоростями, порядок снижения скорости на спусках бо́льшей крутизны в случаях, когда установленное нажатие не может быть обеспечено (например, выключение отдельных тормозов при неисправности).
В тормозных нормативах представлены:
- значения расчётных нажатий тормозных колодок на колёсную ось подвижного состава
- сведения о числе тормозных осей
- данные об учётной массе локомотивов
- необходимость в применении ручных тормозов для удержания на месте подвижного состава в случаях отказа автоматических тормозов

Тормозные нормативы выпускаются в виде приложения к графику движения поездов.